# Верхний Дир
Ве́рхний Дир (урду ضلع دیر بالا‎, англ. Upper Dir District, пушту پورتنۍ دیر ولسوالۍ‎) — округ области Малаканд пакистанской провинции Хайбер-Пахтунхва. Административный центр — Дир. Округ образован в 1996 году, когда Дир был разделен на Верхний и Нижний Дир.
23 января 2022 года из округа выделен округ Центральный Дир.

## Местоположение
Район Верхний Дир занимает площадь 3,699 квадратных километров и является частью исторической области Малаканд, расположенный вдоль границы Афганистана в Читрале, Нижнем Дире и Баджауре.